# Mounir Boukrouh
Mounir Boukrouh est un taekwondoïste français.
Il remporte la médaille de bronze dans la catégorie des plus de 83 kg aux Championnats du monde de taekwondo 1987. Il participe au tournoi de sport de démonstration de taekwondo aux Jeux olympiques d'été de 1988 dans la catégorie des moins de 83 kg ; il est éliminé au premier tour.